# ونیس
وِنیس یا وِنِس (مصری باستان: Wnjs) که با نام‌های دیگری همچون یونِس (انگلیسی: Unas؛ ‏‎/ˈjuːnəs/‎) و اونِس هم شناخته می‌شود، واپسین فرعون دودمان پنجم مصر است که میان سال‌های ۲۳۷۵ تا ۲۳۴۵ پیش از میلاد در دوره پادشاهی کهن فرمانروایی می‌کرد.

## دوران
با مرگ ونیس دودمان پنجم به پایان رسید. طبق گفته مانثون، او احتمالاً پسری نداشت. از سوی دیگر، فهرست تورین پس از اوناس جای خالی‌ای می‌گذارد که به باور مصرشناسان «تنها دلیل منطقی چنین جاهای خالی در فهرست تورین عوض شدن مکان پایتخت و زندگی خانواده شاهنشاهی بوده است». با این حال اتصال‌هایی میان دودمان پنجم و ششم دیده می‌شوند که تاکنون توضیح داده نشده‌اند. کاگمنی، وزیر تتی جانشین اوناس در دودمان ششم، وزارت خود را در زمان جدکارع آغاز کرد. گمان می‌رود که شهبانوی تتی، ایپوت، دختر اوناس بوده باشد؛ چیزی که به گفته نیکولاس گریمال نشان می‌دهد که «تتی جدایی خودخواسته‌ای با دودمان پیش از خود انجام نداد».

## نگارخانه

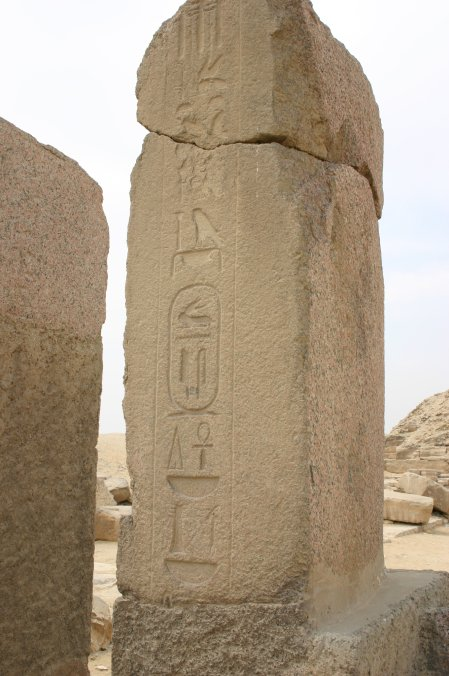
نام و لقب ونیس بر روی ستونی سنگی در مجموعه هرمش در سقاره
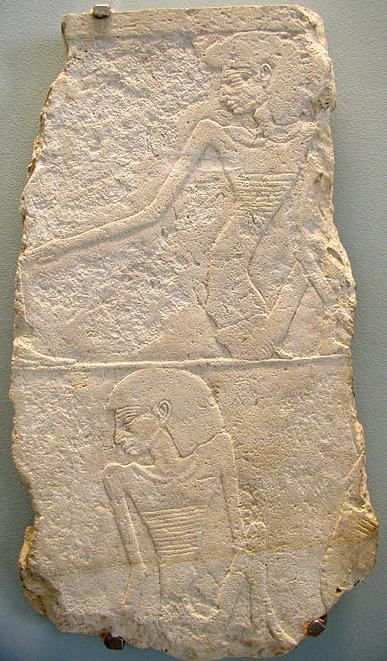
تصاویر بدویان گرسنه و رو به مرگ بخشی از تزیینات دیوارهای راهرو هرم ونیس، موزه لوور
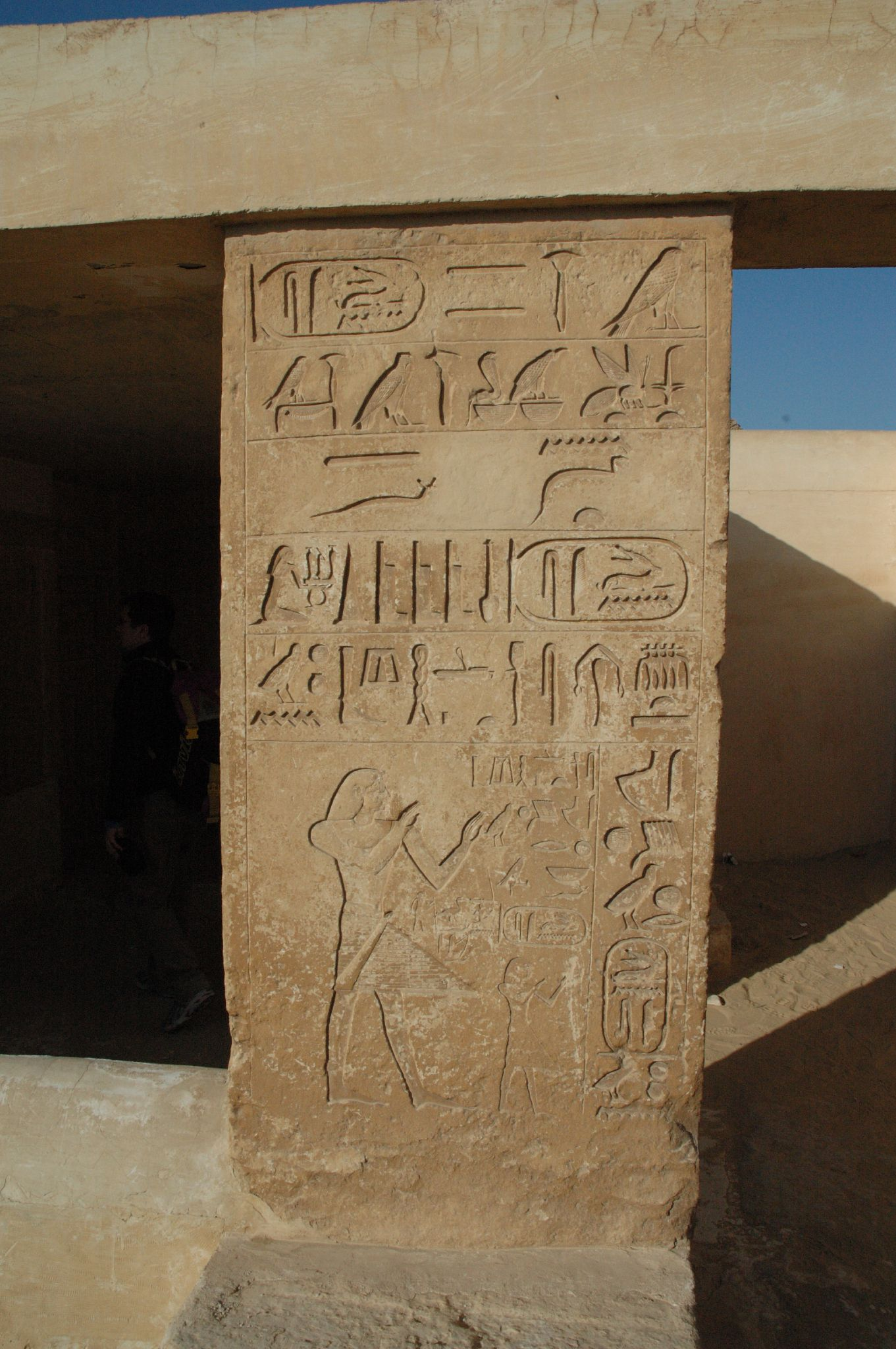
کارتوش‌های ونیس در مصطبه‌های سقاره